# Camboglanna
Camboglanna è stato un castrum romano lungo il Vallo di Adriano, tra il forte di Petriana a occidente e quello di Banna a oriente. Situato ove sorge la moderna Castlesteads, in cima ad un alto sperone che domina la Valle di Cambeck, si trovava a circa 11 km a ovest di Birdoswald, e controllava un importante accesso al Vallo, difendendo il versante orientale del Cambeck dagli invasori provenienti dall'area di Bewcastle. Il sito fu drasticamente sbancato nel 1791, quando vi furono costruiti i giardini di Castlesteads House. Si ritiene che il nome «Camblogana» significasse «riva incurvata».
Inizialmente si riteneva, sulla base della Notitia dignitatum, che Cambloganna fosse il nome del forte a Birdoswald; successivamente si è identificato con il forte di Castlesteads, mentre quello di Birdoswald è stato riconosciuto come Banna.

## Struttura
Il forte era un quadrato di 120 m di lato; disposto secondo l'asse nord-ovest per sud-est, domina il burrone del Cambeck, la cui erosione ha distrutto il lato nord-ovest del forte stesso.
Il forte fu costruito all'interno del Vallo, ma staccato da esso; si tratta dell'unico forte del Vallo ad avere questa caratteristica. Pare che il Vallo fosse stato già costruito nel punto migliore per attraversare il Cambeck e che, quando si costruì il forte, lo si collocò nel punto più fortificato piuttosto che adiacente al Vallo.

## Scavi
Il forte fu parzialmente scavato nel 1934, con la scoperta delle mura, a parte di quello nord-orientale. Le doppie porte di nord-est e di sud-ovest e la torre dell'angolo meridionale furono riportati alla luce in questa occasione. Fu anche stabilito che il forte era difeso da un solo fossato. Diversi altari furono ritrovati sul sito e sono stati conservati.
Precedentemente, nel 1741, un impianto termale esterno fu scoperto e parzialmente scavato.